# داغمار أوفربي
داغمار أوفربي (23 أبريل 1887 - 6 مايو 1929) كانت سفاح دنماركي. قتلت ما بين 9 و25 طفلاً من بينهم طفلها، خلال فترة سبع سنوات من 1913 إلى 1920. في 3 مارس 1921 حُكم عليها بالإعدام في واحدة من أكثر المحاكمات شهرة في التاريخ الدنماركي، وهي محاكمة غيرت التشريع بشأن رعاية الأطفال. وخفف الحكم فيما بعد إلى السجن المؤبد.
كانت أوفربي تعمل في مجال رعاية الأطفال، حيث كانت ترعى الأطفال المولودين خارج الزواج، وتقتلهم في مهماتها الخاصة. كانت تخنقهم أو تغرقهم أو تحرقهم حتى الموت في مدفأة البناء. تم حرق الجثث أو دفنها أو إخفاؤها في الدور العلوي.
أدينت أوفربي بتسع جرائم قتل حيث لم يكن هناك دليل كاف على الآخرين. استند محاميها في القضية إلى أن أوفربي تعرضت للإساءة نفسها عندما كانت طفلة، لكن ذلك لم يؤثر على القاضي. أصبحت واحدة من ثلاث نساء حُكم عليهن بالإعدام في الدنمارك في القرن العشرين لكنها مثل الأخريين تم إرجاؤها.
توفيت في السجن في 6 مايو 1929 عن عمر يناهز 42 عامًا. توجد ملاحظات تتعلق بقضيتها في متحف تاريخ الشرطة في نوربرو كوبنهاغن.